# اولگویداخ
اولگویداخ (روسی: Олгуйдах) یک رودخانه در استان یاقوتستان کشور روسیه است.